# Justiça sem lei
A justiça sem lei é a pena extrajudicial motivada pela inexistência de lei e ordem ou pela insatisfação com a pena judicial. A frase também pode ser usada para descrever um juiz preconceituoso. Linchamentos, vigilantismo e ataques a tiros são considerados formas de justiça sem lei.

## Exemplos

### Brasil
- Abril de 1991: José Vicente Anunciação assassinou um colega de trabalho durante uma briga de faca por embriaguez em Salvador, Bahia. Testemunhas do crime não puderam fornecer provas em tribunal. Anunciação foi libertado e depois arrastado da cama à noite por uma multidão de quarenta pessoas que o espancou até à morte com tijolos e paus. Anteriormente, uma multidão de 1500 pessoas invadiu e incendiou o presídio do Paraná onde Valdecir Ferreira e Altair Gomes estavam detidos pelo assassinato de um motorista de táxi.[4]

### Estados Unidos
- 20 de março a 15 de abril de 1882: Wyatt Earp e Doc Holliday rastrearam e mataram 4 cowboys considerados responsáveis pela morte de Morgan Earp, essa caçada ficou conhecida como Earp Vendetta Ride.[5]
- Final do século XIX: Um grupo de justiceiros autoproclamados “homens da lei” chamados “estranguladores” linchou cerca de sessenta ladrões de cavalos e de gado ao longo do rio Little Missouri, no sudoeste da Dakota do Norte.[6]

### Índia
- “Às 15h do dia 13 de agosto de 2004, Akku Yadav foi linchado por uma multidão de cerca de 200 mulheres de Kasturba Nagar. Elas levaram 15 minutos para matar o homem que, segundo elas, as estuprou impunemente por mais de uma década. Pimenta em pó foi jogada em seu rosto e pedras foram atiradas. Enquanto ele se debatia e lutava, uma de suas supostas vítimas cortou seu pênis com uma faca de legumes. Outras 70 facadas foram deixadas em seu corpo. O incidente tornou-se ainda mais extraordinário pelo seu cenário. Yadav foi assassinado não nos becos escuros da favela, mas no chão de mármore branco brilhante do tribunal distrital de Nagpur.”[7]